# Kairiru jezici
Kairiru jezici (privatni kod: karr), jedna od dviju podskupina jezične skupine kairiru-manam (3) iz Papue Nove Gvineje. Obuhvaća jezike: 
- Kaiep ili samap [kbw], 300 (1993 SIL).
- Kairiru [kxa], 3.200 (2000 popis).
- Terebu ili terepu, turubu, turupu[trb]; 130 (1990).

## Vanjske poveznice
- Ethnologue (14th)
- Ethnologue (15th)